# Atrocalopteryx atrata
Atrocalopteryx atrata – gatunek ważki równoskrzydłej z rodziny świteziankowatych (Calopterygidae). Występuje w wolno płynących strumieniach i rzekach wschodniej Azji – w Chinach, Korei, rosyjskim Kraju Nadmorskim i w Japonii. Gatunek szeroko rozprzestrzeniony i liczny.